# Тремонтон (Юта)
Тремонтон (англ. Tremonton) — місто (англ. city) в США, в окрузі Бокс-Елдер штату Юта. Населення — 9894 особи (2020).

## Географія
Тремонтон розташований за координатами 41°43′7″ пн. ш. 112°11′20″ зх. д. / 41.71861° пн. ш. 112.18889° зх. д. (41.718726, -112.188758).  За даними Бюро перепису населення США в 2010 році місто мало площу 20,20 км², уся площа — суходіл.

## Демографія
Згідно з переписом 2010 року, у місті мешкало 7647 осіб у 2397 домогосподарствах у складі 1957 родин. Густота населення становила 379 осіб/км².  Було 2581 помешкання (128/км²).
Расовий склад населення:
| - 90,2 % — білих - 1,4 % — азіатів - 0,6 % — корінних американців - 0,4 % — чорних або афроамериканців - 0,2 % — вихідців з тихоокеанських островів - 5,1 % — осіб інших рас |

До двох чи більше рас належало 2,1 %. Частка іспаномовних становила 11,7 % від усіх жителів.
За віковим діапазоном населення розподілялося таким чином: 37,3 % — особи молодші 18 років, 54,2 % — особи у віці 18—64 років, 8,5 % — особи у віці 65 років та старші. Медіана віку мешканця становила 27,5 року. На 100 осіб жіночої статі у місті припадало 98,0 чоловіків;  на 100 жінок у віці від 18 років та старших — 94,5 чоловіків також старших 18 років.
Середній дохід на одне домашнє господарство  становив 56 778 доларів США (медіана — 45 116), а середній дохід на одну сім'ю — 61 452 долари (медіана — 49 201). Медіана доходів становила 45 463 долари для чоловіків та 25 938 доларів для жінок. За межею бідності перебувало 14,6 % осіб, у тому числі 18,6 % дітей у віці до 18 років та 3,8 % осіб у віці 65 років та старших.
Цивільне працевлаштоване населення становило 3033 особи. Основні галузі зайнятості: виробництво — 32,6 %, роздрібна торгівля — 14,7 %, освіта, охорона здоров'я та соціальна допомога — 10,1 %, будівництво — 7,9 %.